# Thetidia smaragdularia
Thetidia smaragdularia là một loài bướm đêm trong họ Geometridae.